# Higab
Higab är ett svenskt fastighetsbolag, som ägs till 100 procent av Göteborgs Stad  genom Göteborgs Stadshus AB.
Higab äger och förvaltar flera av Göteborgs mest kända och betydelsefulla kulturbyggnader, däribland Konserthuset, Stadsteatern, Göteborgs konstmuseum och Stora Saluhallen. Higab äger också Gamla Ullevi, Scandinavium och flera andra av stadens stora idrottsarenor. 31 av fastigheterna är klassade som byggnadsminnen (BM). Bolaget har även lokaler för kontor, hantverk och industri och är en del i Göteborgs Stads arbete med att skapa förutsättningar för stadens fortsatta utveckling. Totalt uppgår fastighetsbeståndet till cirka 300 byggnader om drygt 615 000 kvadratmeter. Higab grundades 1966 efter beslut i kommunfullmäktige och affärsidén är att långsiktigt äga, vårda och utveckla unika fastigheter för offentliga verksamheter och mindre företag i Göteborg.